# Patrac
A patrac magyar csikósnyereg. Eredetileg a 19. század végén, 20. század elején találták ki a magyar szabadságharc utáni nyereghasználati tilalom ellenében az alföldi csikósok. Gyakorlatilag egy ívelt háromszögformára vágott kikészített bőrdarab, aminek az átfogója két végére rakták a kengyelszíjat, és abba a kengyelt. Mikor a csikósok rájöttek az igazán zseniális hasznára, nevezetesen arra, hogy éjszakai üldözésnél amikor bukik a ló, nem szorulnak a ló alá, illetve a nyereg hiánya miatt sokkal közvetlenebb a kapcsolatuk a lóval, rendkívüli gyorsasággal terjedt el mindenféle rendű és rangú lóval dolgozó ember közt. Az eredeti patracon heveder nincsen, a ló hátára ugorva szállván teszik maguk, és a ló közé. Belső-Ázsiába magyar közvetítéssel került, ahol mind a mai napig használnak hasonló posztó- vagy nemez-alkalmatosságot a gyerekek lovaglásoktatásánál.